# لوواسهتنی
لوواسهتنی (به مجاری:  Lovászhetény) یک منطقهٔ مسکونی در مجارستان است که در ناحیه پچ‌واراد واقع شده‌است.